# Frédéric Chalon
Pour les articles homonymes, voir Chalon.
Frédéric Chalon, né au XVIIIe siècle, est un musicien français.

## Biographie
Fils d'un violoniste de l'Opéra, il est flûtiste et hautboïste au théâtre de l'Opéra-Comique, et se retire avec pension en 1821, après trente ans de service.
Il publie :
- Airs nouveaux pour la flûte, 1er et 2e recueils[1].
- Six duos faciles pour deux flûtes, [1].
- Airs en duo, 1re et 2e suite, Paris, Sieber[1].
- Valses et anglaises pour deux flûtes[1].
- Méthode pour le flageolet, Paris, Decombe[1].
- Méthode pour le cor anglais, avec des airs et des duos, Paris, Janet[1].
- Méthode pour le hautbois à neufs clés, Paris, Frère, 1826[1].
- Méthode pour le cor anglais et 22 petits duos pour cet instrument, Paris, Imbault, sans date En ligne sur Gallica.